# Isola Riesco
Isola Riesco (in spagnolo Isla Riesco) è un'isola australe del Cile, la 114ª isola più grande del mondo, situata nell'arcipelago della Terra del Fuoco, inquadrata amministrativamente nella Regione di Magellano e dell'Antartide Cilena, nella Provincia di Magallanes (con capitale Punta Arenas) e nel comune cileno di Río Verde.

## Geografia
Si trova a est della seconda bocca più settentrionale e occidentale dello Stretto di Magellano (Canal Abra), sullo stretto principale che porta verso l'Oceano Pacifico, di fronte all'Isola Santa Inés. Non ha coste bagnate direttamente dal Pacifico, ma è circondata da estuari d'acqua salta come il seno Otway, e il seno Skyring, che la dividono da altre penisole interne della Patagonia. Costituisce il fianco nordest della parte pre-terminale dello Stretto di Magellano, a sud della penisola Muñoz-Gamero e a nord della penisola Brunswick. Ha un'area di 5.110 km², fatto che la rende la maggiore isola della municipalità di Punta Arenas e la seconda più grande dell'arcipelago della zona, dopo l'Isola Grande della Terra del Fuoco (47.992 km²) e prima dell'Isola Hoste (4117 km²).

## Orografia, clima, flora
Ha un'orografia piuttosto levigata, con la punta più elevata il Monte Atalaya, che si eleva a 1.830 metri.  Il clima nelle zone più basse è quello della tundra isotermica, molto piovoso, con fortissimi venti circumpolari (200 km/h) prevalentemente da ovest. Numerosi ghiacciai occupano l'isola. A nord, un immenso campo di ghiaccio è la sorgente fi 7 ghiacciai. Inoltre il monte Cerro Ladrillero ha 12 ghiacciai nei suoi fianchi. Nella porzione sud dell'isola, la Penisola Córdova segna il limite est dello Stretto di Magellano con numerosi ghiacciai di montagna che sfociano sul canale.
Nella zona ad oriente, le "Andes fueguinos" declinano verso un paesaggio di boschi (di coigüe de Magallanes) su colline e pianure, relativamente riparate dai venti e adatte alla pastorizia, principalmente di ovini. Inoltre nell'isola rimangono branchi di "huemul" allo stato brado.

## Popolazione
I primi abitatori erano gli indigeni kaweskar, oggi l'isola possiede una decina di estese fattorie private (le estancias), dedite alla pastorizia, specialmente attorno a Cabo León.

### Campi di concentramento del governo Pinochet
Nella storia dell'isola Riesco, non possiamo dimenticare la passata esistenza di campi d'internamento durante il governo militare di Augusto Pinochet, da quello che risulta da numerose testimonianze di militari, contadini ed ex-detenuti.

## Miniere di carbone
L'Isola Riesco possiede alcune tra le maggiori riserve di carbone del Cile. Si stima che possano contenere
più di 300 milioni di tonnellate di carbone di bassa qualità in tre depositi: Río Eduardo, Elena e la Estancia Invierno.

## Curiosità
Riesco è il cognome del presidente cileno Germán Riesco, eletto all'inizio del XX secolo. Molti luoghi del Cile portano il suo nome, includendo il fiume Riesco, un lago, e quest'isola.